# Дамоклів меч (фільм, 1914)
«Дамоклів меч» (англ. A Sword of Damocles) — американська короткометражна драма 1914 року з Ірвінгом Каммінгсом в головній ролі.

## У ролях
- Ірвінг Каммінгс — Пол Ходжсон — композитор
- Елінор Вудрафф — Елла Марвін
- Джордж Гаркорт — Ерл Вінстон
- Морріс Макгі — Самуельсон